# Friedrich Carl Devens
Friedrich Carl Devens (* 7. November 1782 in Horst-Emscher; † 4. Januar 1849 in Welheim) war ein preußischer Justizkommissar und Mitglied des Westfälischen Provinziallandtages.

## Werdegang

Friedrich Carl Devens um 1830

Antonette Devens, geb. Billmann um 1830

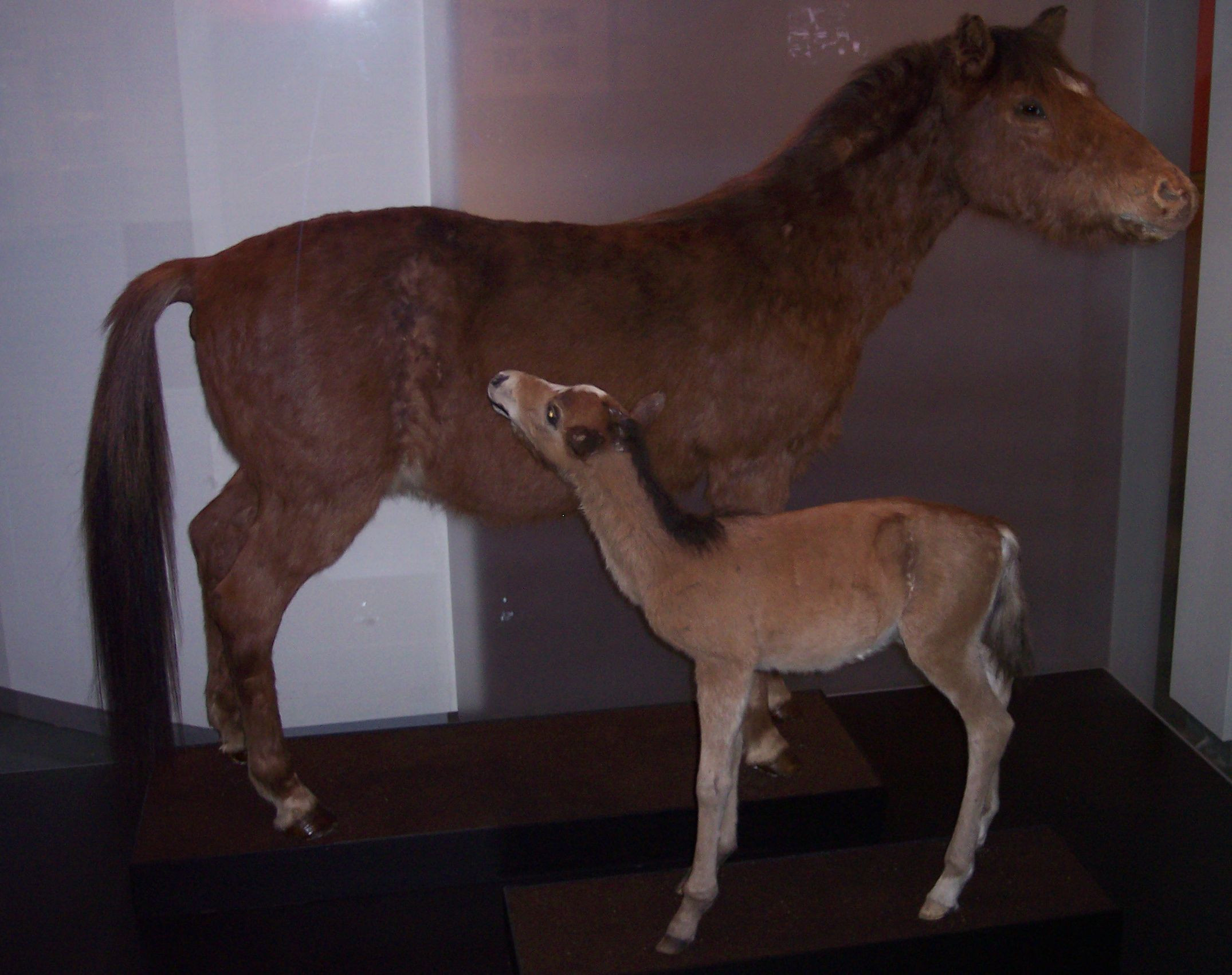
Devens war Züchter der wildlebenden Pferderasse „Emscherbrücher“.

Friedrich Carl Devens’ Eltern waren der Arzt Caspar Maria von Devens (1750–1810) und Petronella Constantine, geb. Wolff (1749–1834), die in Horst/Emscher (heute Gelsenkirchen-Horst) im 1753 erbauten „Doktorhaus“ an der Essener Chaussee wohnten. Seine Taufpaten waren sein Onkel Franz Joseph Devens, Stiftsherr an der Essener Münsterkirche, und seine Tante Franziska Josephine Callenberg.
Friedrich Carl Devens besuchte die lateinische Klosterschule in Essen und studierte Jurisprudenz in Halle/Saale. 1804 legte er sein Examen als Advokat ab.
Am 17. September 1804 begann er seine Tätigkeit als Referendar bei der Herzoglich-Arenbergischen Regierung zu Recklinghausen. Schon nach einem Jahr wurde er am 6. August 1805 zum Hofgerichtsrat befördert. Im gleichen Jahr wurde er zum Syndikus der Kommende Welheim bestellt. 1809 trat er im Vest Recklinghausen eine neue Tätigkeit als Distrikt- und Markenrichter an. 1810 wurde er zum Großherzoglichen-Bergischen Steuerrevisor der Division Recklinghausen ernannt. 1812 arbeitete er als Advokat des Bergischen Appellationshofes. 1814 wurde er Kommandant des Landsturms im Bezirk Horst. Nachdem das Großherzogtum Berg an Preußen gefallen war, wurde Devens am 6. Mai 1815 Preußischer Justizkommissar und führte als solcher mit ausgedehnten Vollmachten u. a. die Rechtsgeschäfte des Reichsfreiherrn von Fürstenberg-Herdringen und des Fürsten von Bentheim-Tecklenburg. Darüber hinaus hatte Devens noch viele Ehren- und Nebenämter inne. Er machte sich besonders verdient bei der Ordnung des Katasterwesens und als Landtagsabgeordneter der Provinz Westfalen, wobei er sich der Unterstützung des Staatsministers Freiherrn Friedrich von und zum Stein (1757–1831) erfreuen konnte, zu dem er in naher Beziehung stand. Auf dessen Vorschlag wurde ihm 1820 von Friedrich Wilhelm III der „Rote Adlerorden IV. Klasse“ verliehen.
Ab 1825 wohnte er mit seiner Familie auf Haus Knippenburg, einem mittelalterlichen Wasserschloss. Devens hatte es am 9. Juni 1821 zusammen mit mehreren 100 Morgen Land, Gärten, Parkanlagen, Mietshäusern und Wirtschaftsgebäuden gekauft. Außerdem pachtete er die Besitzungen der einstigen Kommende Welheim mit der Horster Mark und der Welheimer Mark einschließlich Karnap. Hier betrieb er außer der Pferdezucht eine ausgedehnte Landwirtschaft. Wie sein Onkel, der Kanonikus Johann Ignaz Devens (1754–1821), züchtete er in dem bei Welheim gelegenen Emscherbruch die wildlebende Hauspferdrasse Emscherbrücher Dickköppe – „treffliche Wildpferde, von denen bis zum Beginn der Vierziger Jahre jährlich eine große Zahl an die Kgl. Remontekommission in Recklinghausen verkauft wurden“.
Friedrich Carl Devens pflegte eine freundschaftliche Beziehung zu Alfred Krupp (1812–1887) und dessen Familie. Krupp ließ in seinem Werk in Essen die ersten Stahlläufe für Jagdgewehre und Scheibenpistolen verfertigen und schenkte diese seinem Freund Devens. Diese neuartigen Läufe machten das bisherige Einhämmern der Kugeln mittels Umhüllung eines gefetteten Baumwollpflasters überflüssig. Alfred Krupp war auch öfter Gast auf Schloss Welheim, wo er u. a. den Schießplatz nutzte.
1826 wurde er Mitglied des ersten Westfälischen Provinziallandtages für den Kreis Recklinghausen, den er bis 1828 vertrat. Am 8. Februar 1827 wurde ihm der Titel eines Hofrates des Fürsten von Bentheim-Tecklenburg verliehen.
In der Landratswahl vom 16. Dezember 1829 verlor Devens im ersten Wahlgang gegen den Grafen von Westerholt-Gysenberg mit 8:7 Stimmen. Freiherr vom Stein, der den Grafen der Faulheit und Unfähigkeit bezichtigte, setzte einen zweiten Wahlgang durch, den Devens gewann, so dass er am 6. Juli 1830 die Königliche Ernennung zum Landrat des Kreises Recklinghausen erhielt. Mit fünf Wagen fand am 7. Juli 1830 die Übersiedlung der landrätlichen Verwaltung von Schloss Westerholt nach Schloss Welheim statt, wo die beiden Schlosstürme die Schreibstuben und das Archiv aufnahmen.
Von 1837 bis 1841 war Devens erneut Mitglied des Westfälischen Provinziallandtags. In dieser Funktion war er maßgeblich an der endgültigen Lösung des Streits um die Teilung der Horster Mark beteiligt, dem Bau befestigter Straßen und dem Bau der Cöln-Mindener Eisenbahnstrecke. 1842 bis 1848 war er auch Mitglied der Vereinigten ständischen Ausschüsse in Berlin.
1848 erkrankte Friedrich Carl Devens schwer. Am 4. Januar 1849 verstarb er im Alter von 66 Jahren auf Schloss Welheim an „Abnehmungskrankheit“ und wurde in der Devens’schen Erbgruft auf dem Alten Friedhof an der Horster Straße in Bottrop beigesetzt.
In Gelsenkirchen-Horst, Bottrop und Recklinghausen ist jeweils eine Straße nach ihm benannt worden.

## Familie
Friedrich Carl Devens heiratete am 3. September 1811 die 15-jährige Antonette Francisca Gertrude Billmann (* 27. März 1796 in Recklinghausen; † 19. Oktober 1863 auf Schloss Welheim), Tochter des Arenbergischen Regierungsdirektors Edmund Billmann (1770–1811) und seiner Frau Marie Antoinette, geb. Krane (1772–1837). Aus der Ehe gingen 11 Kinder hervor:
- Constantine Friederike Antonette Devens (1813–1814)
- Johann Ignaz Friedrich Carl Devens (1815–1861)
- Antonie Maria Devens (1816–1883)
- Constantine Franziska Friederika Devens (1818–1865)
- Therese Sophie Wilhelmine Devens (1820–1869)
- Anton Ferdinand Devens (1822–1872)
- Franz Joseph Edmund Devens (1824–1848)
- Louise Georgine Christine Devens (1826–1896)
- Friedrich Leopold Devens (1831–1894)
- Prosper Caspar Leonard Devens (1834–1882)

Im Porto-Club Recklinghausen ist ein Brief von Friedrich Leopold Devens aus dem Jahr 1839 erhalten, worin dieser seinen Vater über die Ausbildungsmöglichkeiten und -kosten seines Bruders Anton Ferdinand zum Fähnrich informiert.
Devens war ein Familienmensch. Auf seinen Besitzungen lebten seine Tante Louise Marquise de Vauchausade mit ihrer Familie und der spätere Kaisererzieher Georg Ernst Hinzpeter (1827–1907) mit Familie. Die Dichterin Luise Hensel (1798–1876) lebte alljährlich für einige Wochen auf Knippenburg. In ihrer Korrespondenz äußert sie sich begeistert über das Schloss, die schöne Landschaft und die Gastfreundschaft der Familie Devens. Die Aufenthalte inspirierten sie u. a. zu ihrem berühmten Gebet „Müde bin ich, geh zur Ruh“ und dem Gedicht „Knippenburg“ (Auszug):
Grau ragt und ernst ein Schloß empor

Aus Fluren und uralten Bäumen;

Es öffnet sich freundlich das gastliche Tor

Zu des Hauses stattlichen Räumen.

Doch auf der Terrasse, auf Garten und Park

Ruht nicht nur poetisches Weben,

Es tönt das Wort durch Herzen und Mark,

Das Wort vom ewigen Leben.